# Peter Lorentz
Peter Lorentz, eller Lorensson, född omkring 1670, död omkring 1740, var en kringresande häktmakare, borgare och trumslagare som är resandeanfader till flera resande i Skandinavien.

## Biografi

### Bakgrund
Lorentz, även känd med namnen Lorensson, Larsson och Lind är en nyckelperson i resandefolkets historia och tidigast belagd 1691. Det är oklart var han föddes, men han uppgav själv i ett förhör vara från Finland. Han var son till soldaten Kristian Lorentz vid Grothusens värvade regemente som enligt uppgift stupade vid slaget vid Lund 1676. Hans mor Elisabet Andersdotter sades vara född i Riga. Några syskon omnämns vara födda i Tyskland, Stettin i nuvarande Polen och på Kurland.
Dottern Britta föddes i Norra Vånga 1696 och noteras i födelseboken som ”vandringsbarn”. De båda dopfaddrarna, Axel Caspersson och Lövert Johansson förklaras vara ”af samma folcket”. Lövert kallas ”tartaren” när sonen Petter döptes två månader senare i Hjo 1696. När dottern Anna Maria föds-och döps 1699 på resa i Söderbärke, Dalarna anges Lorentz och sin fru Susanna Hansdotter Wismar vara från Hjo.
Lorentz stod inför rätta 1698 i Skara. Han omnämns då som "tartar" och anklagades tillsammans med sin bror David Lorentz och Henrik Larsson för att ha svurit och druckit medan övriga folket var i aftonsången. Enligt ett vittne hade "tartarna" på sitt eget språk fört oväsen, något de ofta gjorde.

### Borgare
Lorentz ansökte om att få burskap i Södertälje stad i augusti 1708, vilket godkändes och han avlade ed som borgare. Han uppvisade pass från Bogesund (nuvarande Ulricehamn) och hade tidigare varit borgare i Gränna stad och Hjo stad. I mantalslängden för 1710 noteras han i staden som häktmakare, tillsammans med Per Jönsson Hellbom Lindgren och Kristian Larsson.
Med anledning av det stora nordiska kriget hade ett dragonregemente förlagts till Södertälje 1713. De hade inkvarterats hos stadens borgare. Dragonerna åtalades för övervåld mot stadens "zigenare" i april samma år. Enligt bevarade rättsprotokoll uppkom konflikten av att "zigenarna" anklagade dragonerna för att ha slagit några båtsmän och anföll dem därefter med piskor och värjor på en krog i staden. Dragonerna lyckades fly undan, men bestämde sig senare för att utkräva hämnd. Ett tjugotal dragoner gick hem till "zigenaren" Peter Lorentz hus. En av "zigenarna", troligen Peter Lorentz, riktade en pistol ur fönstret och började skjuta mot dragonerna. Ingen av dragonerna träffades av skotten, varpå de svarade med att anfalla huset med stenar och sedan bryta upp dörren och misshandla "zigenarna". De "zigenarna" som omnämns med namn är Peter Lorentz, hans hustru Susanna Hansdotter och hans gamla mor Elisabet Andersdotter. De övriga sex män som tillhörde "zigenarna" namnges inte inför rådhusrätten och samtliga "zigenare" tycks lämnat staden strax efter rättegången.
När sonen Christian döptes i Björklinge 1727 kallas Lorentz för "häktmakaren eller zigenaren". I samma notis noterar prästen att detta ”anhang landstrykare och tjuvfölje” hade dömts till att springa gatlopp i Tierp, Uppland och var fördrivna. Lorentz var nu gift med Dorothea Andersdotter som uppgavs vara från Södertälje.
Lorentz dotter Kerstin uppgav i ett förhör 1728 om sin far att han varit borgare i Södertälje, men flyttade sedan till Köla socken i Värmland där han ägnade sig åt mässing-och koppararbete. Hon uppgav felaktigt att han avlidit för 4-5 år sedan. I flera förhör angav Kerstin medvetet flera andra släktmedlemmar som döda, troligtvis som ett sätt att vilseleda myndigheterna.

### Deportationer till Pommern
Lorentz blev tillsammans med Per Jönsson Hellbom Lindgrens familj deporterade med fartyg till Wolgast, Pommern i juni 1729 då myndigheten fastslagit att de var "zigenare". De båda familjerna hade nära förbindelser med varandra, flera av Lorentz och Hellbom Lindgrens barn gifte sig med varandra. Delar av familjen var tillbaka i Sverige redan i januari 1732 när ett barnbarn till Lorentz döptes i Odensjö, Kronobergs län. Lorentz dotter Brita Pettersdotter anges i födelse-och dopboken vara från Göteborg.

### I finska källor
Lorentz sades vara född i Finland. Han återfinns i finska källor under 1730-talet. Han kallas för "tartaren" och föravskedad båtsman från Karlskrona när hans fru Dorothea föder tvillingarna Fredrik och Andreas i Kurkela, Kisko sn, Åbo län i Finland. När det ena barnet dör, bara några dagar därpå, kallas familjen ”Zianer” (”zigenare”) i dödsboken.